# Міністр економіки та конкурентоспроможності (Греція)
Міністр економіки та конкурентоспроможності Греції — голова Міністерства економіки та конкурентоспроможності Греції, утвореного 7 вересня 2010 року як наступник Міністерства економіки, конкурентоспроможності і торгового флоту Греції.
21 червня 2012 року до міністерства приєднано Міністерство інфраструктури, транспорту та мереж. Відтак воно іменується Міністерство розвитку, конкурентоспроможності, інфраструктури, транспорту та мереж.

## Історія міністерства
1982 року засноване як Міністерство національної економіки. Ця назва зберігалась до 2000 року, коли міністерство об'єднали із Міністерством фінансів під спільною назвою Міністерство національної економіки і фінансів. 2004 року перейменоване на Міністерство економіки і фінансів.
Міністерство економіки, конкурентоспроможності і торгового флоту Греції було створене 7 жовтня 2009 року шляхом злиття економічної секції Міністерства національної економіки і фінансів та Міністерства торгового флоту та острівної політики. Першим міністром стала Лука Кацелі. 7 вересня 2010 року прем'єр-міністр Йоргос Папандреу здійснив масштабні перестановки в уряді країни. Міністерство торгового флоту та острівної політики Греції знову стало самостійним. Наступником Луки Кацелі став Міхаліс Хрисохоїдіс, який попередньо очолював міністерство громадського порядку.

## Список міністрів
| Ім'я                   | Початок повноважень | Кінець повноважень | Прем'єр-міністр Греції  |
| ---------------------- | ------------------- | ------------------ | ----------------------- |
| Герасімос Арсеніс      | 5 липня 1982        | 26 липня 1985      | Андреас Папандреу       |
| Константінос Симітіс   | 26 липня 1985       | 27 листопада 1987  | Андреас Папандреу       |
| Панайотіс Румеліотіс   | 27 листопада 1987   | 2 липня 1989       | Андреас Папандреу       |
| Йоргос Суфліас         | 2 липня 1989        | 12 жовтня 1989     | Дзанніс Дзаннетакіс     |
| Йоргос Контогеоргіс    | 12 жовтня 1989      | 23 листопада 1989  | Іоанніс Грівас          |
| Георгіос Генніматос    | 23 листопада 1989   | 13 лютого 1990     | Іоанніс Грівас          |
| Йоргос Контогеоргіс    | 13 лютого 1990      | 11 квітня 1990     | Ксенофон Золотас        |
| Йоргос Суфліас         | 11 квітня 1990      | 1 жовтня 1990      | Константінос Міцотакіс  |
| Константінос Міцотакіс | 1 жовтня 1990       | 8 серпня1991       | Константінос Міцотакіс  |
| Евтіміос Христодулу    | 8 серпня1991        | 17 лютого 1992     | Константінос Міцотакіс  |
| Стефанос Манос         | 17 лютого 1992      | 13 жовтня 1993     | Константінос Міцотакіс  |
| Георгіос Генніматос    | 13 жовтня 1993      | 25 квітня 1994     | Андреас Папандреу       |
| Яннос Папантоніу       | 6 травня1994        | 22 січня 1996      | Андреас Папандреу       |
| Алекос Пападопулос     | 22 січня 1996       | 25 вересня 1996    | Константінос Симітіс    |
| Яннос Папантоніу       | 25 вересня 1996     | 24 жовтня 2001     | Константінос Симітіс    |
| Нікос Христодулакіс    | 24 жовтня 2001      | 10 березня 2004    | Константінос Симітіс    |
| Йоргос Алогоскуфіс     | 10 березня 2004     | 7 січня 2009       | Константінос Караманліс |
| Янніс Папатанасіу      | 7 січня 2009        | 7 жовтня 2009      | Константінос Караманліс |
| Лука Кацелі            | 7 жовтня 2009       | 7 вересня 2010     | Йоргос Папандреу        |
| Міхаліс Хрисохоїдіс    | 7 вересня 2010      | 7 березня 2012     | Йоргос Папандреу        |
| Анна Діамантопулу      | 7 березня 2012      | 17 травня 2012     | Лукас Пападімос         |
| Янніс Стурнарас        | 17 травня 2012      | 21 червня 2012     | Панайотіс Пікрамменос   |
| Костіс Хадзідакіс      | 21 червня 2012      | чинний             | Антоніс Самарас         |